# Fyrkanten, Långholmen

Fyrkanten är en byggnad på ön Långholmen i Stockholm. Byggnaden uppfördes på  1780-talet som stall och vagnshus för Långholmens spinnhus.
Som ersättning för en äldre stall- och ladugårdsbyggnad nere vid brofästet av Långholmsbron uppfördes i mitten på 1780-talet en ny byggnad av sten.  Anläggningen byggdes som en kringbyggd gård. I norra flygeln fanns vagnshus, stall för fyra hästar och fähus för sex kor. I södra flygeln låg bland annat vedbodar. På grund av den fyrkantiga anordningen kallades byggnaden senare “Fyrkanten”.
| "Fyrkanten", fasad mot syd, till vänster västra delen, till höger östra delen, mars 2010. |  | "Fyrkanten", fasad mot syd, till vänster västra delen, till höger östra delen, mars 2010. |
| "Fyrkanten", fasad mot syd, till vänster västra delen, till höger östra delen, mars 2010. |  |                                                                                           |

När det nya centralfängelset stod klar 1880 ändrades även en del rutiner, bland annat ersattes den militära vaktstyrkan med en civil sådan och ett stort behov av bostäder för fängelsets vaktpersonal med familjer uppstod.  I samband med det byggdes Fyrkanten om till bostadshus för 14 gifta vaktkonstaplar..
När fängelseverksamheten lades ner i mitten på 1970-talet fanns planer att riva alltsammans. Centralfängelsets byggnad revs men Fyrkanten blev kvar och rustades upp. Idag finns lägenheter och utställningslokaler i byggnaden.